# Sonate pour piano no 4 de Prokofiev
Pour les articles homonymes, voir Sonate pour piano (homonymie).
La Sonate pour piano no 4 op. 29 en ut mineur, sous-titrée D'après de vieux cahiers, est une œuvre composée par Serge Prokofiev en 1917.
Cette sonate est en partie issue d'œuvres de jeunesse inabouties de Prokofiev. Son caractère sombre, rare dans sa musique, peut être lié au contexte historique de la Première Guerre mondiale ou a un événement personnel, le suicide de son ami intime “Max” Schmidthoff à qui il dédie l'œuvre à titre posthume. L’Andante était un des morceaux préférés de Prokofiev et le seul mouvement d'une de ses sonates qu'il ait jamais enregistré.

## Composition
Prokofiev compose cette sonate à partir de thèmes consignés dans ses carnets de notes, d'où le sous-titre D'après de vieux cahiers. Dès son jeune âge, il avait pris l'habitude de fixer de nombreuses idées musicales qui jaillissaient de son esprit extraordinairement fécond en les notant dans des carnets d'esquisses thématiques. « Un thème est quelque chose de fugace », déclare-t-il avec humour à un interviewer américain en 1918 ; « ça vient, ça va, et parfois cela ne revient jamais. Certains de mes critiques pourraient certainement dire que moins il y a de mes thèmes qui reviennent, mieux c'est. »
En avril 1917, Prokofiev écrit dans son journal : « J'étais occupé à retravailler une suite pour instruments à cordes dans la 4e sonate… Je cherchais un nouvel andante pour celle-ci : j'avais un tel andante parmi mes travaux pour la classe de forme musicale, mais je ne pouvais pas retrouver le manuscrit perdu … Je me suis réjoui quand je me suis souvenu de l’Andante de la Symphonie en mi mineur [1908], qui pouvait tout autant fonctionner au piano. Quant à la symphonie, je doute de jamais la sortir de la poussière qui la recouvre. » Dans son autobiographie, Prokofiev indique une autre source pour la sonate : le finale inachevé la Sonate no 5 composée au Conservatoire en 1908,. Il achève la composition alors qu'éclate la Révolution d'Octobre.
Elle est dédiée à la mémoire de Maximilian Anatolyevitch Schmidthoff, pianiste et ami intime que Prokofiev avait rencontré au Conservatoire de Pétrograd en 1908 et qui s'était suicidé en mai 1913 après lui avoir envoyé une lettre annonçant son geste. Prokofiev lui a également dédié sa Deuxième sonate et son Deuxième concerto. Sviatoslav Richter, dans ses entretiens avec Bruno Monsaingeon, évoquant le suicide de Schmidthoff remarque : « Il existe peu d'œuvres tragiques de Prokofiev, dont le caractère était plutôt enjoué et positif, mais ces trois-là, les 2e et 4e sonates, et le 2e concerto, le sont. »
La Sonate est créée par le compositeur le 17 avril 1918, à Pétrograd, trois semaines avant que le compositeur n'embarque pour son exil aux États-Unis, et publiée par Gutheil la même année.

## Analyse de l'œuvre
La Sonate comporte trois mouvements :
1. Allegro molto sostenuto
2. Andante assai
3. Allegro con brio ma non leggiero

Le premier mouvement débute de manière voilée avec un thème grave, à la manière d'un conte. Le deuxième thème, plus doux mais marqué “basse pesante” avec des effets narratifs à la main droite, renforce cette impression de mystère et de légende. Le développement est contrapuntique, superposant les deux thèmes ; il culmine sur des fortissimi. La réexposition atténue un peu la gravité au profit du lyrisme ; le second thème réapparaît une octave plus haut. Ce mouvement présente des similitudes avec la Sonate Skazka (Conte de fées) opus 25 no 1 de Nikolaï Medtner composée en 1910-1911,.
Le mouvement central dont la ligne sinueuse s'élève et s'abaisse lentement par demi-tons, comme une arche, offre au compositeur des possibilités incomparables de variations et fait penser à une luxuriante peinture orchestrale. Prokofiev considérait ce mouvement très lyrique comme l'une de ses réussites et le jouait souvent en bis ; en 1934, il le ramena à sa forme symphonique d'origine (op. 29 bis).
Le dernier mouvement est une sorte d'imitation ironique et brillante du style classique, à l'instar de la Symphonie classique qu'il compose et crée à la même époque. La forme rondo-sonate est typique des compositeurs de l'ère classique et l'accompagnement par une basse d'Alberti, caractéristique de certaines œuvres pour piano de Mozart, est rappelée à la main gauche dans le premier thème, mais Prokofiev le pimente par des sauts et des dissonances. Le thème central de “promenade” évoque un moment de bonheur champêtre typique de Prokofiev. La coda est précédée de plusieurs traits montants semblables à celui du début du mouvement et s'achève sur un accord parfait "faux" (MG ut, ré#, mi, sol, ut, MD ut, sol, si, ut)), un beau "couac", que certains interprètes semblent chercher à dissimuler, peut-être pour ne pas donner l'impression à un public non averti qu'ils ont raté leur fin.

## Discographie
- Prokofiev enregistra sur rouleaux le 2e mouvement, Andante assai, de la sonate. L'enregistrement figure dans un coffret de 10 CD, "Prokofiev Charming Excentric"
- Nikolaï Louganski, Erato (aujourd'hui Warner Classics), 2003[9].